# Apanteles miris
Apanteles miris är en stekelart som beskrevs av Nixon 1967. Apanteles miris ingår i släktet Apanteles och familjen bracksteklar. Inga underarter finns listade i Catalogue of Life.